# Лепторофа
Лепторофа (лат. Leptoropha talonophora) — вид вымерших четвероногих, живших во времена пермского периода (279,5—268,0 млн лет назад), единственный в роде Leptoropha.
Родовое название образовано от двух корней: др.-греч. λεπτός — «мелкий, очищенный» и ῥοφέω — «всасывать».

## Описание
Крупное животное, длина черепа до 12 см. Череп коротко-параболический. Есть отпечатки каналов сейсмосенсорной системы. Зубы многочисленные, с листовидными зазубренными коронками, нёбные зубы расположены широкими полосами. Водные животные, населяли как солёные, так и пресные водоемы. Питались водорослями.
Лепторофа найдена в местонахождении Шихово-Чирки Кировской области (верхнеказанский подъярус). Близкий вид биармика (Biarmica tchudinovi) описан М. Ф. Ивахненко в 1987 году из отложений более раннего уфимского яруса в Пермской области.

## Систематика
Учёные не пришли к единому мнению о месте рода Leptoropha на филогенетическом дереве четвероногих. Первоначально род включён в семейство Rhipaeosauridae отряда котилозавров, которое затем перенесено в отряд проколофономорф, то есть Leptoropha воспринимались как примитивные пресмыкающиеся. В 1987 году род включён в семейство Leptorophidae из клады сеймуриаморф, тогда — сборной группы парарептилий, позже пониженном в ранге до подсемейства Leptorophinae семейства Kotlassiidae из сеймуриаморф. Это же положение рода заявлено в последнем обзоре сеймуриаморф 2003 года. Самих же сеймуриаморф с 1972 года относят к кладе рептилиоморф, пресмыкающимися не являющимися.
В обзоре 2003 года второй вид рода Leptoropha novojilovi синонимизирован с Leptoropha talonophora.